# 峇冬加里站
峇冬加里站是一個馬來西亞通勤火車站，位於雪蘭莪州烏魯雪蘭莪縣峇冬加里的西北部，並以該鎮命名。該車站於 2007 年 4 月 21 日啟用，與 叻思站 和 雙文丹站 並列。
這是萬撓–丹絨馬林班車服務（以前稱為萬撓–新古毛班車服務）的第二站，直到該服務於2016年與巴生港線合併。
該站與路線沿線的所有其他車站（除丹絨馬林站外）一樣，位於兩條鐵路沿線，每條鐵路都設有一個站台，但其設施通常為三條或三條以上線路的中大型車站保留。除了售票設施和基本便利設施外，該站還設有行政人員專用空間、一個「自助服務終端」和一座額外的人行天橋（與輕軌乘客專用的人行天橋融為一體），供行人輕鬆穿越鐵路線。該站也為殘障乘客提供低科技輔助服務。車站出口向東南方向延伸至一條穿過峇東加里的道路。
峇東加里站的兩個側式月台分別為 1 號月台（位於東側，毗鄰車站主樓，供南行列車使用）和 2 號月台（位於西側，供北行列車使用）。

## 圖鑒

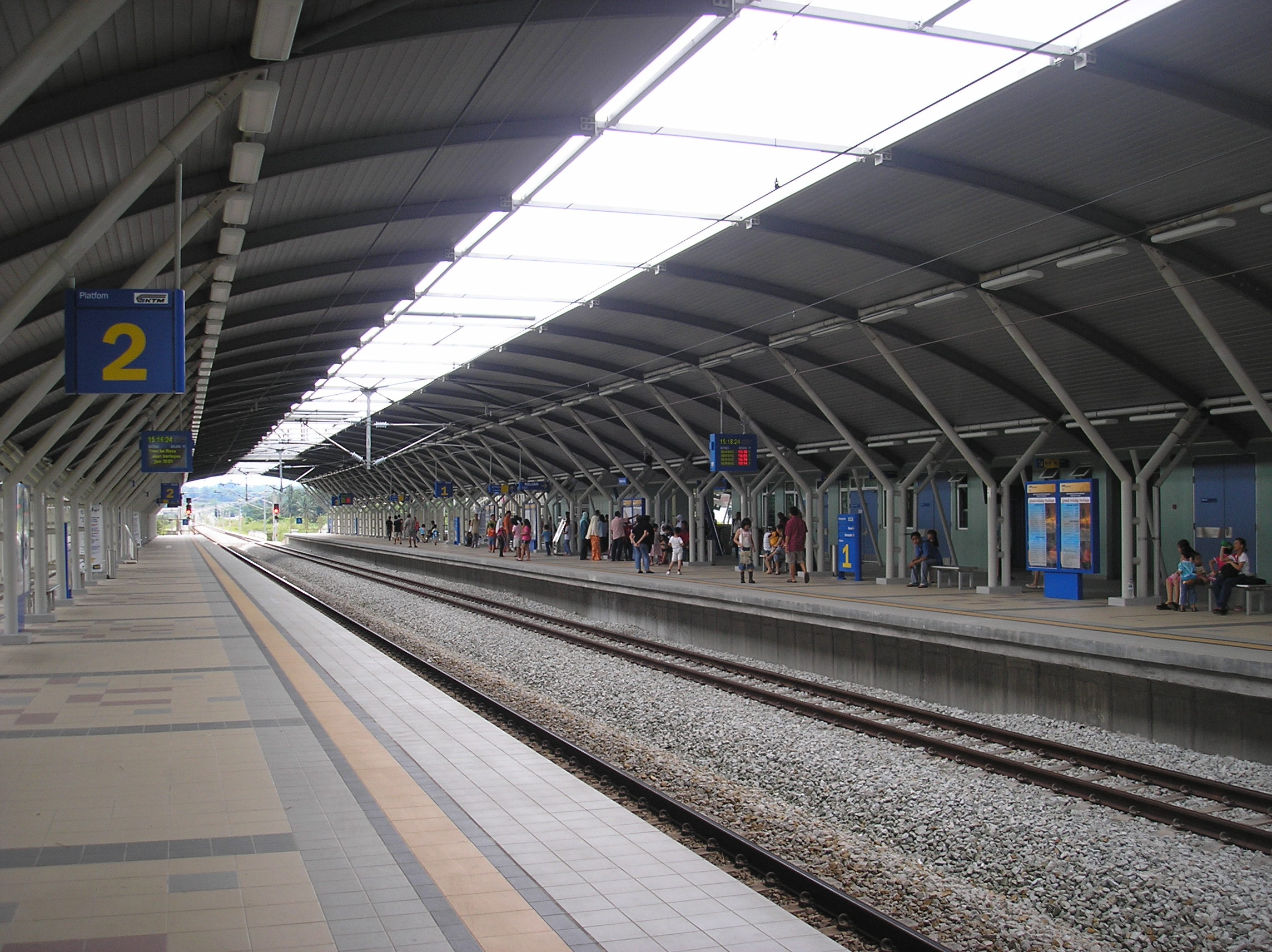
峇冬加里站月臺

## 文獻參考
- . Official Keretapi Tanah Melayu website. 21 April 2007  [3 May 2007]. （原始内容存档于10 August 2007）.